# Гудово (Островский район)
Гудово — деревня в Островском районе Псковской области. Входит в состав Островской волости.
Расположена в 21 км к северу от города Остров и в 2 км к юго-западу от деревни Дуловка.
| 2001 | 2002 | 2010 |
| ---- | ---- | ---- |
| 15   | ↘12  | ↘3   |

## История
До 2005 года деревня входила в состав ныне упразднённой Дуловской волости, затем, до апреля 2015 года входила в состав ныне упразднённой Волковской волости района.